# Iskander Mirza

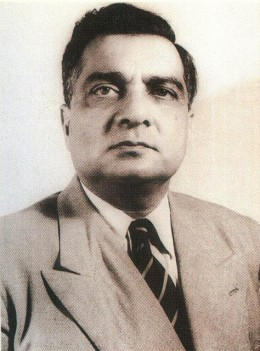
Iskander Mirza

Syed Iskander Ali Mirza oder Iskander Mirza (Urdu اسکندر مرزا, Bengalisch: ইস্কান্দার মীর্জা; * 13. November 1899 in Murshidabad, Bengalen; † 12. November 1969 in London) war der letzte Generalgouverneur des Dominions Pakistan (vom 6. Oktober 1955 bis 23. März 1956) und der erste Präsident der „Islamischen Republik Pakistan“.

## Leben
Mirza war ein schiitischer Muslim. Er wurde als Sohn eines Fürsten in Murshidabad geboren und wuchs in Bombay auf, wo er das Elphinstone College besuchte. Er ging dann auf die Königliche Militärakademie im britischen Sandhurst, wo er als erster Absolvent vom indischen Subkontinent sein Examen machte. Im Jahre 1920 ging er zur Britisch-Indischen Armee. Er diente sechs Jahre in der Armee und erreichte dort den Rang eines Generalmajors. Danach ging er in die zivile Verwaltung (Indian Political Service) und machte dort Karriere. Er diente unter anderem in Abbottabad, Bannu, Nowshera und Tank. 1933–1940 war er politischer Agent am Khyber-Pass, danach Deputy Commissioner in Peschawar (1940), politischer Agent in Orissa (1945–1946), stellvertretender Staatssekretär im Verteidigungsministerium von Indien (1946–1947). Als solcher war er verantwortlich für die Teilung der Britisch-Indischen Armee in die künftigen Armeen Indiens und Pakistans.
Nach der Gründung Pakistans wurde Mirza Verteidigungsminister der neuen Nation, war er doch der höchstrangige muslimische Beamte Indiens.
1954 ernannte ihn die pakistanische Regierung zum Gouverneur von Ostpakistan, wo er Ordnung in die politisch notleidende Provinz bringen sollte. Dem folgte seine Ernennung zum Minister für Inneres und die Grenzregionen im Kabinett des Premiers Muhammad Ali Bogra. 1955 wurde er amtierender Generalgouverneur und schließlich der letzte Generalgouverneur.
Iskander Mirza war zweimal verheiratet, zuletzt mit der Iranerin Nahid Mirza, die zuvor die Gattin des iranischen Militärattachés in Pakistan gewesen war.
Im Jahre 1956 wurde er der erste Staatspräsident des jungen Pakistan, das jedoch während seiner Präsidentschaft politisch sehr instabil war, was sich auch in vier unterschiedlichen Premierministern in zwei Jahren äußerte.
Als Mirza 1958 erkannte, dass die Verfassung von 1956 nur zur politischen Instabilität beitrug, löste er am 7. Oktober den Militärputsch in Pakistan 1958 aus, um eine neue Verfassung einzuführen, die „besser für die Charakteristiken des pakistanischen Volkes“ geeignet war. Zum Kriegsrechtsverwalter berief er den Oberkommandierenden der pakistanischen Armee, General Muhammed Ayub Khan. Damit hatte er jedoch seine eigene politische Legitimität verwirkt und wurde weniger als drei Wochen danach aus dem Präsidentenpalast gedrängt, erst nach Quetta, dann ins Exil nach London. Ayub Khan erklärte sich am 27. Oktober 1958 selbst zum Präsidenten.

### Tod im Londoner Exil
Danach lebte Mirza bis 1969 im Londoner Exil. Dort starb er am 12. November – einen Tag vor seinem 70. Geburtstag – an einem Herzanfall. Da die Regierung des pakistanischen Präsidenten Yahya Khan ihm ein Begräbnis im eigenen Land verweigerte, wurde seine Leiche nach Teheran geflogen, wo ihm der Schah von Persien ein Staatsbegräbnis gewährte.